# Poisonblack
Poisonblack er et finsk gothic metal band ledet af sanger/guitarist Ville Laihiala, sanger af det nu opløste Sentenced.

## Medlemmer

### Nuværende medlemmer
- Ville Laihiala (vokal/lead guitar)
- Tarmo Kanerva (trommer)
- Marco Sneck (keyboard)
- Antti Remes (bas)
- Janne Markus (guitar)

### Tidligere medlemmer
- Juha-Pekka Leppäluoto (vokal)
- Janne Dahlgren (guitar)

## Album
- Escapexstacy  (2003)
- Lust Stained Despair  (2006)
- A Dead Heavy Day  (2008)
- Of Rust and Bones  (2010)
- Drive  (2011)
- Lyijy  (2013)

| Musikgruppe | Spire Denne artikel om en musikgruppe er en spire som bør udbygges. Du er velkommen til at hjælpe Wikipedia ved at udvide den. |